# داستان کوسه
داستان کوسه (به انگلیسی: Shark Tale) کارتونی محصول سال ۲۰۰۴ از شرکت آمریکایی دریم‌ورکس انیمیشن است.

## داستان
داستان در زیر دریا و محل زندگی آبزیان اتفاق می‌افتد، یک ماهی به نام اسکار دوست دارد که در رفاه زندگی کند، ناگهان روزی کوسه‌ای اتفاقی در نزدیکی محل زندگی او می‌میرد و همه ماهی‌ها فکر می‌کنند که آن کوسه به دست اسکار کشته شده‌است و اسکار معروف می‌شود…

## جزئیات
- محل تجمع کوسه‌ها کشتی تایتانیک است.
- هنگام جنگیدن کوسه‌ها، اسکار دیالوگ‌های فیلم‌های گلادیاتور، چند مرد خوب و جری مگویر را نقل قول می‌کند.
- در قسمتی از فیلم نوشابه کوکاکولا تبلیغ می‌شود.

## جایزه‌ها
- نامزد جایزه اسکار بهترین کارتون در سال ۲۰۰۴

## گویندگان
- ویل اسمیت (اسکار)
- رابرت دنیرو (دن لینو)
- رنی زلوگر (آنجی)
- جک بلک (لنی)
- آنجلینا جولی (لولا)
- مارتین اسکورسیزی (ساکس)
- پیتر فالک (دن ایرا فینبرگ)
- مایکل ایمپریولی (فرانکی)
- وینسنت پاستور (لوکا)
- زیگی مارلی (ارنی)
- داگ ا. داگ (برنی)
- کریستینا آگولرا (کریستینا)
- میسی الیوت (میسی)